# Pfarrkirche Theras

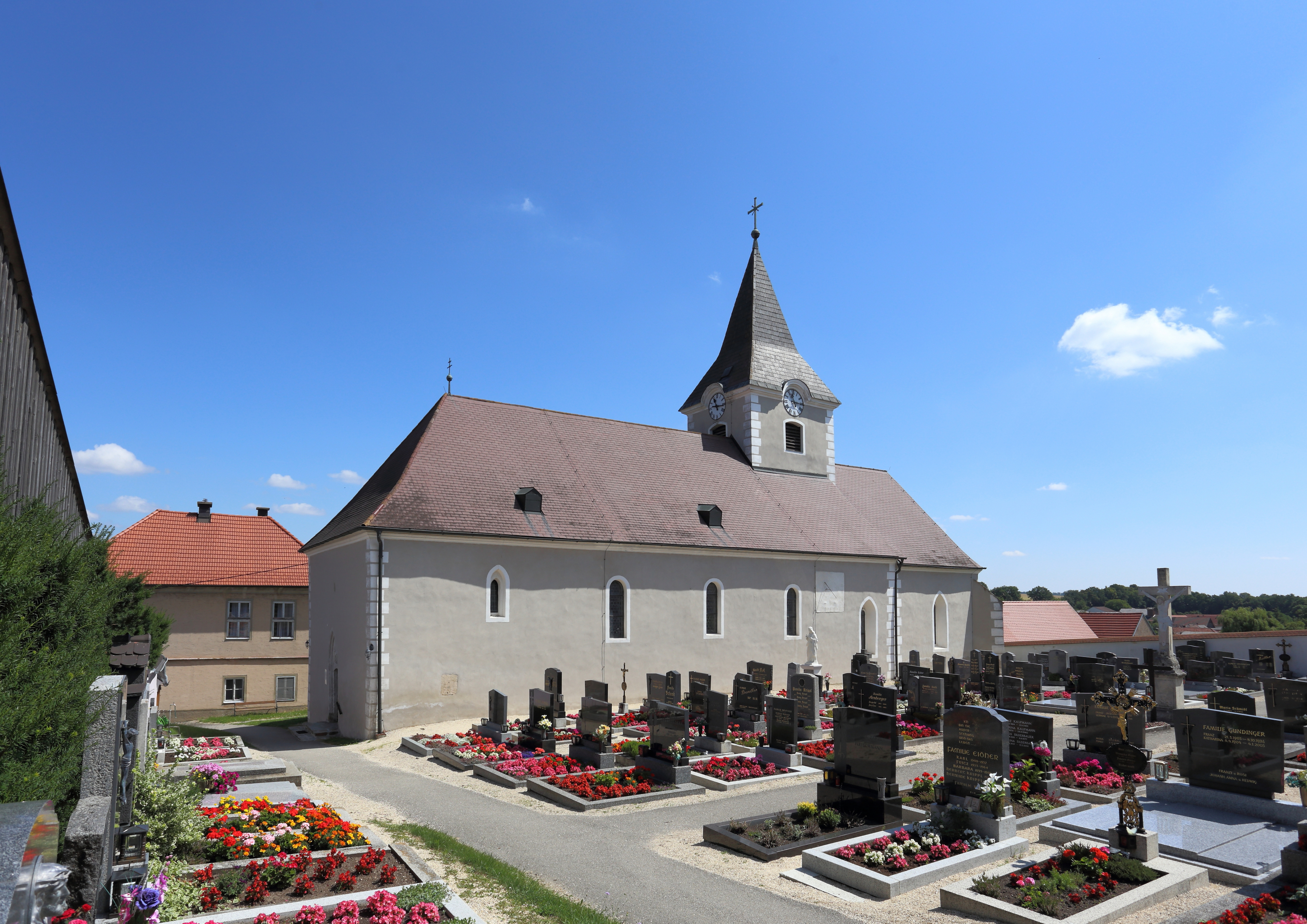
Katholische Pfarrkirche Kreuzerhöhung in Theras

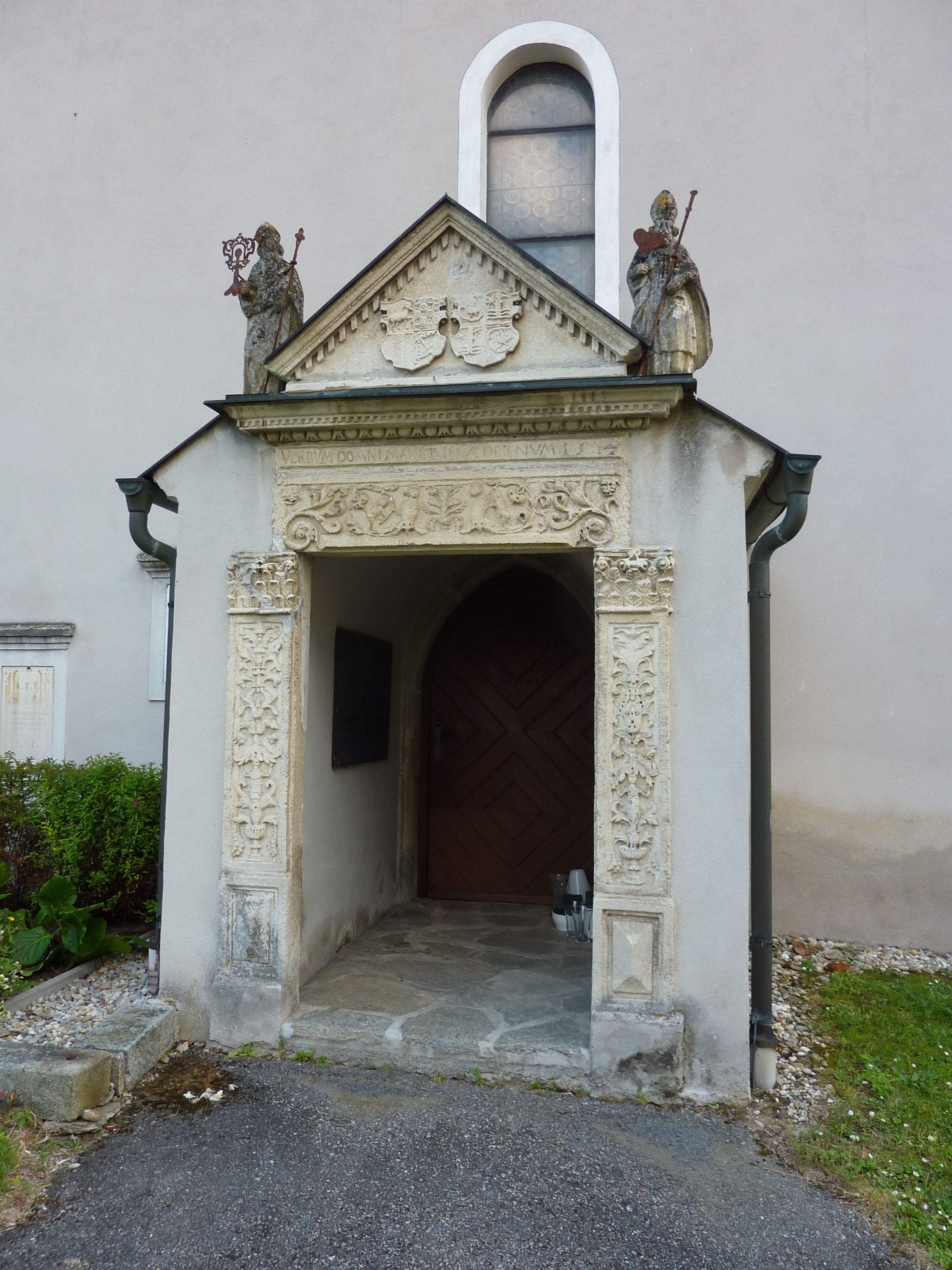
Nordseitiger Portalvorbau, das Portalgewände der ehemaligen Kapelle vom Schloss Therasburg wurde 1832 hierher übertragen

Die Pfarrkirche Theras steht erhöht im Ort Theras in der Marktgemeinde Sigmundsherberg im Bezirk Horn in Niederösterreich. Die dem Patrozinium Kreuzerhöhung unterstellte römisch-katholische Pfarrkirche – dem Stift Wilhering inkorporiert – gehört zum Dekanat Geras in der Diözese St. Pölten. Die Kirche und der Friedhof stehen unter Denkmalschutz (Listeneintrag).

## Geschichte
1112 wurde eine Eigenpfarre des Grafen Plain-Hardegg genannt. Ab 1291 war sie dem Stift Wilhering gehörig und später dem Stift inkorporiert.
Es wird eine romanische Ostturmkirche angenommen, die Ende des 13. Jahrhunderts frühgotisch erweitert wurde. Ende des 14. Jahrhunderts wurde ein gerade geschlossener Chor angebaut. 1832 erfolgte ein Umbau. 1981 war eine Restaurierung.

## Architektur
Der blockartige Kirchenbau ist von einem ummauerten Friedhof und östlich von einem Pfarr- und Wirtschaftshof umgeben.
Das Kirchenäußere zeigt die gotischen Langhausmauern mit barocken Rundbogenfenstern aus der zweiten Hälfte des 17. Jahrhunderts und nördlich und südlich im Westen gotische Spitzbogenfenster aus dem Ende des 13. Jahrhunderts. Das gotische spitzbogige Nordportal erhielt 1832 einen kleinen Vorbau, in den Vorbau wurde das Portal der ehemaligen Kapelle vom Schloss Therasburg übertragen, das Portal mit dem Inschriftband 1574 zeigt in einer reich ornamentierten Rahmung im Giebelfeld das Wappen Ramingen und seitlich die Figuren der Heiligen Bruno und Augustinus von 1832. Der nördlich angebaute platzlgewölbte Anbau hat daneben einen Aufgang in den Turm. Die glatte Westfront zeigt ein nachgotisches spitzbogiges Portal mit Gewände aus der zweiten Hälfte des 16. Jahrhunderts, des Weiteren eine spitzbogige Maßwerklünette mit Dreipass und Kreuz und darüber ein Rundbogenfenster. Der Chor mit östlichen Strebepfeilern hat Spitzbogenfenster mit Dreipassmaßwerk aus dem 14. Jahrhundert sowie östlich ein vermauertes Spitzbogenfenster. Die nördliche Chorfront verläuft geschrägt und enthält einen Portalvorbau von 1832. Der ehemals freistehende romanische Turm ist durch den Chor und die weiteren Anbauten im unteren Bereich ummantelt und wirkt damit wie ein Dachreiter, er trägt einen Pyramidenhelm von 1833. Ein südlich eingemauerter Stein nennt 1699. Es gibt zwei gemalte Sonnenuhren, eine nennt 1699.

## Ausstattung
Die Einrichtung ist überwiegend neugotisch. Der Hochaltar ist ein neugotischer Holzmaßwerkaufbau aus dem Jahr 1895. Der Volksaltar trägt ein Kruzifix aus der Mitte des 18. Jahrhunderts.
Eine gotische Statue der Muttergottes aus dem ersten Viertel des 15. Jahrhunderts steht an der Langhausostwand. Der gotische achteckige Taufstein aus dem Ende des 15. Jahrhunderts hat einen neugotischen Aufsatz. Das polygonale Weihwasserbecken auf einem profilierten Fuß mit Eckknollen ist aus dem 16. Jahrhundert.
Die Steinkanzel im Stil der Renaissance zeigt reliefiertes Blattwerk und am polygonalen Korb Büstenmedaillons, eines mit dem Schweißtuch Christi, und im Mittelfeld mit Inschrift des protestantischen Pfarrers Johann Peirl ein Wappenfeld mit der Jahreszahl 1547.
Ein großes Kruzifix mit Mater Dolorosa aus dem dritten Viertel des 18. Jahrhunderts steht an der Langhausnordwand. Die Kreuzwegbilder im Rokokostil schuf Ferdinand Kainz 1774.
Die Orgel baute Leopold Breinbauer 1887.

## Grabdenkmäler
Außen
- Priestergrabstein 1818, Grabsteine 1703, 1797, 1802.

Im Chor skulptierte Grabsteine
- Ursula Ludbegin Tierbach 1507, mit reliefierter gerahmter Platte mit Ritterfigur aus der Mitte des 16. Jahrhunderts.
- Jacob von Ramingen auf Therasburg 1575, mit Wappenfeld und in der Giebelrahmung mit Relief Auferstehung.
- Grabstein 1636.